# Econometer
Dieser Artikel wurde auf der  Qualitätssicherungsseite des Portals Transport und Verkehr eingetragen.
Bitte hilf mit, ihn zu verbessern, und beteilige dich an der Diskussion. (+)
Ein Econometer (von englisch  economic  „ökonomisch“ und altgriechisch μέτρον métron „Maß, Maßstab“) ist ein Messgerät zur Anzeige des Verbrauchszustands eines Fahrzeugs oder einer Anlage. Der angezeigte Wert entspricht einer physikalischen Größe, die eine Beurteilung der momentanen Energieaufnahme und Leistungsabgabe zulässt. Rückschlüsse auf den Wirkungsgrad sind nur bedingt möglich.

## Funktionsprinzipien
Je nach Anwendungsgebiet werden verschiedene Arten von Econometern unterschieden:

### Kraftfahrzeuge
In Kraftfahrzeugen mit Vergasermotoren wird das Econometer über den Unterdruck nach der Drosselklappe gesteuert (Zeigerinstrument). Bei offener Drosselklappe (Volllast) ist die Druckdifferenz hoch, der Anzeigewert am Econometer ist im oberen Bereich (z. B. roter Skalenabschnitt). Bei Vollgas ist der Verbrauch hoch und der Fahrer soll dadurch zu einer wirtschaftlichen (ökonomischen) Fahrweise angehalten werden. Mit der zunehmenden Verwendung von Motoren mit Saugrohreinspritzung und deren elektronischer Steuerung wurde das Econometer in Kraftfahrzeugen vom Bordcomputer abgelöst.
In Elektrofahrzeugen oder Hybridelektrokraftfahrzeugen werden Econometer zur Anzeige des Betriebszustands vorgesehen. Damit wird dem Fahrer mitgeteilt, ob momentan die Akkus geladen werden (Nutzbremse) oder Antriebsenergie verbraucht wird.
Üblicherweise ist das Econometer am Armaturenbrett eingebaut, manchmal im Tachometer integriert.

### Schifffahrt
In der Schifffahrt gibt das  Econometer Auskunft über das momentane und summierte Leistungs-/Verbrauchsverhältnis. Dazu wird ein Durchflusssensor in der Kraftstoffleitung eingebaut. Dessen Messergebnisse und Daten zur Geschwindigkeit, zurückgelegte Strecke etc. ergeben einen Überblick über die Effizienz des Fahrzustands.
In Großdieselmotoren, etwa Schiffsdieselmotoren, werden Econometer zur Messung des Treibstoffverbrauchs herangezogen, wobei der Schwefelanteil im Schweröl als Indikator herangezogen wird. Die Konzentration von Schwefelverbindungen im Abgas erlaubt die Bestimmung des momentanen Treibstoffverbrauchs. Zur Messung wird ein flammenphotometrischer Detektor herangezogen.

### Kraftwerkstechnik
In der Kraftwerkstechnik werden Econometer zur Überwachung des Betriebszustands verwendet, indem der Kohlendioxidgehalt im Abgasstrom gemessen wird.